# ATP Challenger Schenectady
Der ATP Challenger Schenectady (offiziell: Schenectady Challenger) war ein Tennisturnier, das von 1985 bis 1986 jährlich in Schenectady, im Bundesstaat New York, stattfand. Es gehörte zur ATP Challenger Tour und wurde im Freien auf Hartplatz gespielt.

## Liste der Sieger

### Einzel
| Jahr | Sieger           | Finalgegner    | Ergebnis      |
| ---- | ---------------- | -------------- | ------------- |
| 1986 | Ramesh Krishnan  | Andre Agassi   | 6:2, 6:3      |
| 1985 | Marius Masencamp | Harold Solomon | 6:0, 3:6, 6:3 |

### Doppel
| Jahr | Sieger                    | Finalgegner                  | Ergebnis |
| ---- | ------------------------- | ---------------------------- | -------- |
| 1986 | Gary Muller Todd Nelson   | Matt Anger Russell Simpson   | 6:2, 6:4 |
| 1985 | Andy Andrews Tomm Warneke | Fred Perrin Norm Schellenger | 6:4, 7:6 |